# Фурсов, Андрей Ильич
Андре́й Ильи́ч Фу́рсов (род. 16 мая 1951, Щёлково, Московская область) — советский и российский учёный-историк, социальный философ, обществовед, публицист; организатор науки. Кандидат исторических наук (с 1986). Директор Центра русских исследований Института фундаментальных и прикладных исследований Московского гуманитарного университета (с 2007).
Доцент кафедры истории стран Ближнего и Среднего Востока Института стран Азии и Африки МГУ имени М. В. Ломоносова (1994—2019). Заведующий отделом Азии и Африки (1990—2017) и член Учёного совета (до 2017) Института научной информации по общественным наукам РАН (ИНИОН РАН). Главный редактор «Серии 9. Востоковедение и африканистика» реферативного журнала ИНИОН РАН «Социальные и гуманитарные науки. Отечественная и зарубежная литература» (2010—2017).
В 1995—1996 годах в соавторстве с историком Юрием Сергеевичем Пивоваровым подготовил ряд работ, в которых разрабатывается концепция «системы русской власти»; с 2013 года является редактором-составителем сборников научных трудов. Имеет (2021) индекс Хирша в РИНЦ — 12.

## Биография

### Ранние годы
Родился 16 мая 1951 года в городе Щёлково Московской области в семье военнослужащего в запасе ВС СССР Ильи Дмитриевича Фурсова. С 1958 года живёт в посёлке Томилино Люберецкого района, где в 1958 году пошёл в школу, в 1968 году окончил 14-ю школу.
После окончания школы поступил на историко-филологический факультет Института восточных языков (с 1972 — Институт стран Азии и Африки) при МГУ им. М. В. Ломоносова, который окончил в 1973 году. В университете познакомился (1971) со своим будущим наставником — обществоведом В. В. Крыловым; изучал монгольский язык, занимался Монгольской империей; по окончании военной кафедры вуза по военно-учётной специальности «военный переводчик» получил первичное офицерское звание младший лейтенант запаса. Был членом ВЛКСМ; в 1981 году, — по словам самого А. И. Фурсова, — публично отказался вступать в КПСС, в связи с чем «пришлось уйти из университета». С 1989 года стал выездным (до этого, по его собственным словам, мог путешествовать только в МНР). Вспоминал, что в 1970-е годы ему довелось "много поработать" в спецхране.

### Научная и преподавательская деятельность

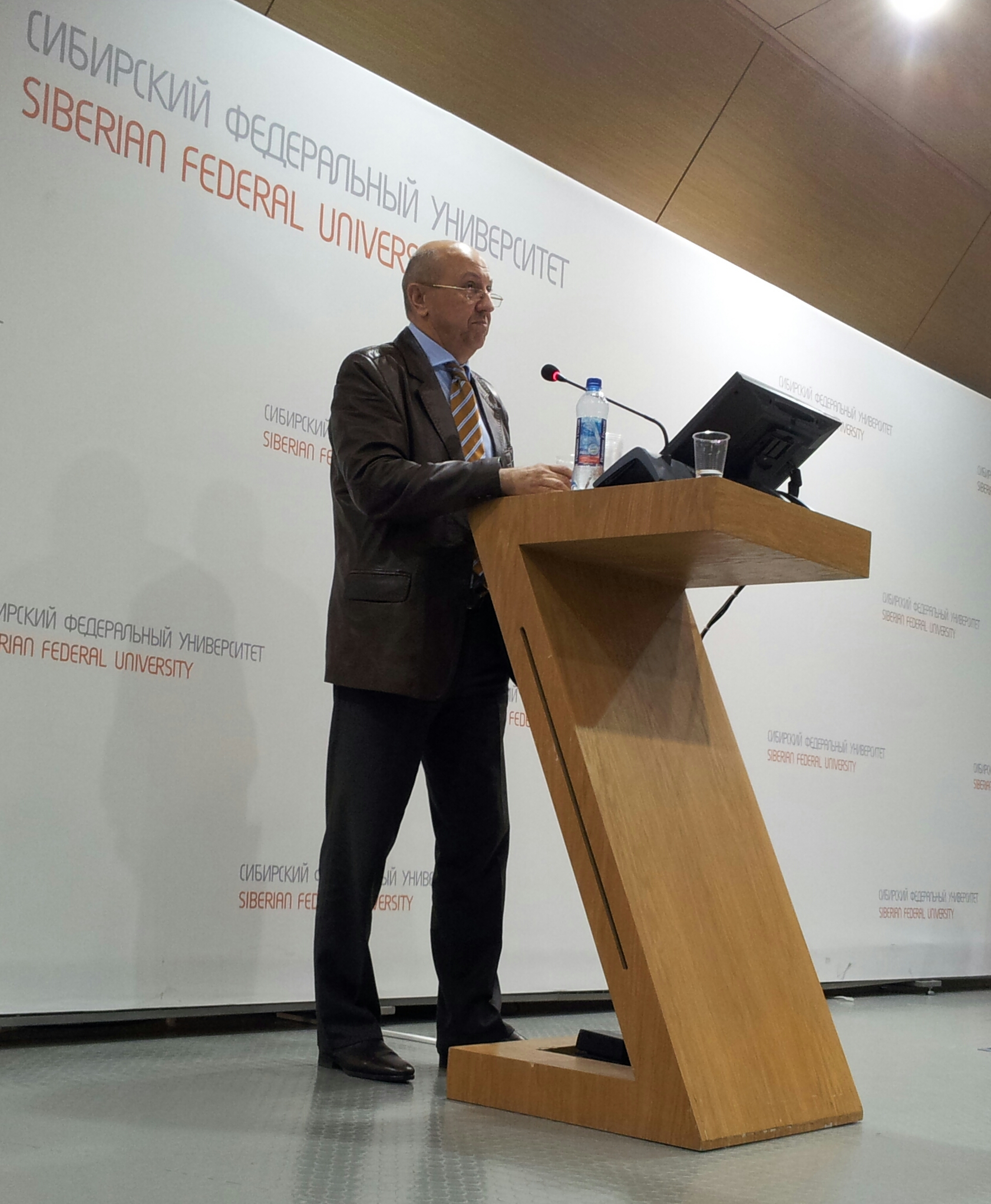
Лекция А. И. Фурсова в СФУ, 28 октября 2014

С 1981 года научно-исследовательскую деятельность продолжил в Институте научной информации по общественным наукам АН СССР. В 1986 году защитил кандидатскую диссертацию «Критический анализ немарксистской историографии 1970-х — 1980-х годов по проблемам крестьянства в Азии». На выбор тематики исследований, которая стала определяющей для А. И. Фурсова в последующие годы, — капиталистическая система, русская история, большая система «Россия» и «Запад», — повлияла следующая ситуация:

«Где-то в середине 1980-х годов я решил оторваться от восточных дел и посмотреть, что сделано специалистами по истории Запада и по истории России, потому что мне казалось, что там все проблемы решены, — это только мы, востоковеды, бьёмся над проблематикой общего и особенного. „Вот, сейчас, я посмотрю, что там сделано по Западу, посмотрю эти методики“ и… вышло так, что по тем вопросам, которые меня интересовали, специалисты по Западу и России „накопали“ значительно меньше, чем специалисты по Востоку и когда я столкнулся со степенью разработанности этой проблемы для России и Запада, я понял, что нужно „копать“. Вот с тех пор я тридцать лет это и „копаю“».
С осени 1990 по 1991 год работал в США приглашённым профессором в Университете штата Нью-Йорк (Бингемтон) и Колумбийском университете (Нью-Йорк), где читал лекции, посвящённые русской истории и советской современности. В сентябре—декабре 1993 года работал по международному проекту в США (Центр им. Фернана Броделя, Университет штата Нью-Йорк в Бингемтоне), в январе—июне 1994 года — во Франции (Фонд «Дом наук о человеке», Париж). Во Франции был участником салона французского историка Жана Гимпеля.
Позиция в науке, главным образом, складывалась под воздействием советского обществоведа В. В. Крылова; впоследствии в ней отразилось влияние некоторых идей философа А. А. Зиновьева и американского «мир-системника» Иммануила Валлерстайна, к работам которых в то же время относится критически.
В центре научных интересов — методология социально-исторических исследований и востоковедения, теория и история сложных крупных социальных систем, особенности исторического субъекта, феномен власти, мировая борьба за власть, информацию и ресурсы, русская история, история стран Азии и Африки, история капиталистической системы и сравнительно-исторические сопоставления Запада, России и Востока. Научные взгляды отражены в координируемых книжных сериях: «Мир. Хаос. Порядок» и «Игры мировых элит. Андрей Фурсов рекомендует прочитать!». Выступал под эгидой клуба «Свободного слова» (Москва). В 1995—1996 годах в соавторстве с историком Пивоваровым Ю. С. подготовил ряд работ о т. н. «системе русской власти», опубликованных в журналах «Рубежи», «Русский исторический журнал» и др.
Опубликовал более 400 работ, включая 11 монографий. Публиковался в академических и публицистических изданиях: «Политические исследования», «Знание. Понимание. Умение», «Свободная мысль» «Вопросы философии», «Восток», «Социологические исследования», «Октябрь», «Москва», «Наш современник», «Русский Обозреватель» и др.; в газетах «Литературная газета», «Московские новости», «Завтра», «Союзное вече» и др. Работы также публиковались на иностранных языках в США (Review, Нью-Йорк), Германии (Komparativ, Лейпциг), Нидерландах, Финляндии, Индии (World Affairs, Нью-Дели). Участник ряда международных исследовательских проектов (США, Франция, Россия), научных конференций.

Лекция А. И. Фурсова в МГИМО, 18 февраля 2016

Читает авторские лекционные курсы в Московском государственном университете, Московском гуманитарном университете, Российском экономическом университете имени Г. В. Плеханова; читал лекции в Центрально-Европейском университете (Венгрия), в вузах США (Бингемтонский университет, Колумбийский университет, Йельский университет и Дикинсон-колледж), а также в университетах Германии, Индии (Калькутта, Дели; 2007, 2015), Канады, Японии, Франции, Великобритании (Даремский университет и Кингс-Колледж в Англии).
В 2009 году — член редколлегии «Серии 9. Востоковедение и африканистика» реферативного журнала «Социальные и гуманитарные науки. Отечественная и зарубежная литература».
Принимал участие в более 150 российских и международных научных конгрессах, конференциях и семинарах. В мае 2015 года был приглашён на Международный семинар Совета Европы «Память и уроки Второй мировой войны» (Страсбург, Франция), где выступил с докладом на тему: «Основные приемы фальсификации истории Второй мировой войны». В январе 2015 года выступил с докладом на тему: «Методологические проблемы изучения незападных обществ» на III Встрече российских и турецких интеллектуалов (Анталья, Турция). Участник телевизионных аналитических передач «Что делать? Философские беседы» (канал «Культура», ведущий Третьяков В. Т.), эксперт телеканала «День ТВ» и др.
Читал лекции в Московском государственном индустриальном университете (2012), в лагере Евразийского союза молодёжи (2012), на Молодёжном форуме «Селигер» (2014), на площадках Екатеринбургской епархии, Сибирского федерального университета (2014), Ивановского государственного университета (2015), МГИМО (Балканский клуб МГИМО, 2016).

### Административная карьера
С декабря 1990 по апрель 2017 года — заведующий отделом Азии и Африки ИНИОН РАН, старший научный сотрудник; с 2010 по апрель 2017 года — главный редактор «Серии 9. Востоковедение и африканистика» реферативного журнала «Социальные и гуманитарные науки. Отечественная и зарубежная литература». С 2017 года — руководитель сектора Африки, Западной и Южной Азии отдела Азии и Африки ИНИОН РАН.
В 1992 году А. И. Фурсов был в группе экспертов «со стороны президента [Б. Н. Ельцина]» в судебном процессе по «Делу КПСС», рассматривавшемся в Конституционном суде Российской Федерации. По словам А. И. Фурсова, в 1992 году он был «консультантом по политнауке» Съезда народных депутатов России.
С 1997 по 2006 год работал также в Российском государственном гуманитарном университете (РГГУ), где руководил работой организованного им Института русской истории, возглавлял «Русский исторический журнал»; с 2002 также был содиректором Центра глобалистики и компаративистики Института филологии и истории РГГУ.
С мая 2007 года — директор Центра русских исследований Института фундаментальных и прикладных исследований Московского гуманитарного университета. С октября 2008 по июнь 2011 года — заведующий кафедрой общественных наук Высшей школы телевидения МГУ им. М. В. Ломоносова. С 2009 по 2011 год — руководитель Центра методологии и информации Института динамического консерватизма (Москва).
С 2012 года — директор научно-исследовательского Института системно-стратегического анализа (ИСАН, Москва). С 2015 года — вице-президент Русского интеллектуального клуба Московского гуманитарного университета.

### Взгляды
Критикует российскую систему образования, основанную на ЕГЭ и Болонской системе.
Касательно своего отношения к проблемам реализации в стране избирательного права заявил следующее: «На выборы не ходил в советское время, не хожу сейчас. Потому что это — не выборы» Касательно перспектив своего участия в политической жизни страны учёный заявил: «Я не занимаюсь политикой, потому что политики в нашей стране нет, у нас есть некая деятельность, которую организует администрация президента […] я считаю, что в чужие игры играть нельзя, потому что в них нельзя выиграть».
Интересуется конспирологией, под которой им «имеется в виду не конспирология в одиозно-традиционном смысле как поиск заговорщиков, а, если угодно, политическая экономия заговора», задача которой — «раскрытие секретов власть имущих», ибо власть носит не только публичный, но и тайный характер. Популярность конспирологии в наши дни объясняется возросшими технологическими возможностями малых групп влиять на широкие слои населения. Тем более, что некоторые из этих малых групп концентрируют в своих руках власть и ресурсы, превращаясь в финансовую олигархию, но при этом желают сохранить конфиденциальность и коммерческую тайну. По оценке Фурсова, в условиях капитализма тайные общества не только не исчезают, но получают новое дыхание.
Фурсов выдвинул версию создания и формирования тайного «Четвёртого рейха» в 1940-е и последующие годы XX века. Фурсов является одним из авторов учреждённого Александром Прохановым еженедельного сетевого издания «День-ТВ», которое позиционирует себя как антилиберальное, патриотическое и продвигающее «русскую идею».

## Личная жизнь, семья
Андрей Фурсов живёт в посёлке Томилино Люберецкого района Московской области. Увлекается спортом, кино (любимые советские киноактёры — Сергей Столяров и Иван Переверзев, зарубежные — Лино Вентура и Грегори Пек). Как утверждает сам А. И. Фурсов, любимое блюдо — «хорошо пожаренное мясо с кровью», «острая китайская кухня (особенно хунаньская и сычуаньская)».
Владеет английским, французским, монгольским языками, языком суахили.
Отец — Илья Дмитриевич Фурсов (1912, Хреновое, Воронежская губерния — 1979, Московская область) — член ВКП(б) (с 1939), выпускник Военно-воздушной академии РККА имени Н. Е. Жуковского (1942), участник Великой Отечественной войны, в РККА с 1934 года, в действующей армии с 25 июля 1942 года, служил в звании инженер-капитана в инженерно-техническом составе 50-й авиационной дивизии дальнего действия в должности сначала инженера, а затем старшего инженера авиадивизии по эксплуатации авиатехники (обеспечивал осмотр самолётов перед вылетом, текущий ремонт и профилактическую работу с техникой). Участвовал в обороне Кавказа; в дальнейшем — гвардии инженер-майор 2-й гвардейской бомбардировочной авиационной дивизии, принимал участие в Берлинской наступательной операции («расписался на Рейхстаге»). Окончил войну старшим инженером — заместителем командира авиадивизии по ИАС 45-й тяжёлой бомбардировочной авиационной дивизии в звании гвардии инженер-майора. Кавалер Ордена Красной Звезды (5 ноября 1944). По словам самого Андрея Фурсова, его отец в послевоенное время испытывал самолёты и вертолёты (был одним из первых лётчиков, испытавших Ту-104).
Женат с 1983 года. Жена — преподаватель музыки.
Сын — Кирилл Андреевич Фурсов (1979 г. р.) — историк-востоковед, кандидат исторических наук; старший научный сотрудник Института стран Азии и Африки МГУ им. М. В. Ломоносова и Института экономики РАН; ряд работ подготовлены в соавторстве с отцом.

## Общественно-профессиональное признание
В результате исследования «Интеллектуальная Россия: Рейтинг социогуманитарных мыслителей. 100 ведущих позиций. Год 2001—2004», проведённого некоммерческим проектом (группой) «ИНТЕЛРОС», Андрей Фурсов вошёл в сотню «лидирующих российских интеллектуалов» (позиция 80).

### Общественные награды
- Премия журнала «Москва» — за публицистику (2007)[6];
- Премия Агентства политических новостей «Солдат Империи» — в номинации «Публицистика: лучший текст АПН» в 2007 году за статью «Прощальный поклон капитализма» (2008)[6][44][~ 7];
- Премия журнала «Наш современник» за 2011 год — за лучшую публикацию года — за статью «Десталинизация-2011: скрытые шифры (мотивы, цели, интересы)»[45];
- Премия Российской муниципальной академии «За выдающиеся достижения в трудовой деятельности» — «за создание авторских лекционных курсов по русской истории» (30 декабря 2013)[46].
- Премия журнала «Наш современник» за 2015 год — за лучшую публикацию года — за беседу «Россия, мир, будущее»[47];
- Всероссийская премия имени Фёдора Конюхова за 2015 год — в номинации «Память», за видеокурс лекций по русской истории[48] (2016);
- Бунинская премия за 2016 год — в номинации «Художественная публицистика», за книги «Вперед, к победе!», «Мировая борьба» и «Россия на пороге нового мира»[49][~ 8][50];
- Премия журнала «Наш современник» за 2017 год — в номинации «Публицистика»;
- Международная премия по журналистике и публицистике (исп. El Premio Internacional de Periodismo) 48-го конкурса по журналистике (июнь 2019), проводимого Клубом журналистов Мексики (ClubdePeriodistasdeMéxico, A.C.) — за книгу «Водораздел. Будущее, которое уже наступило» (М.: Книжный мир, 2018)[51].

### Участие в профессиональных сообществах
- Член редколлегии журнала «Рубежи» (1995—1997)[~ 9];
- Вице-президент Русского интеллектуального клуба Московского гуманитарного университета (с 2001)[15];
- Член редколлегии ежемесячного приложения к «Литературной газете» «Русский вопрос» (с 2008)[52];
- Действительный член Международной академии наук (International Academy of Science) (с 2009, Инсбрук, Австрия)[6][53];
- Член Экспертного совета международного аналитического журнала «Геополитика» (с 2009)[54];
- Член Союза писателей России (с 2010)[15];
- Член (эксперт) Изборского клуба (с 2012)[6].

## Отзывы на научную деятельность
В 1998 году в журнале Review американской организации Fernand Braudel Center был опубликован раздел On Russia: Reactions to Foursov (с англ. — «О России: отзыв на Фурсова»), в котором Уильям Макнилл, Силвиу Брукан, Самир Амин, Марина Фукс и Ханс-Генрих Нольте разбирают работу «Коммунизм, капитализм и колокола истории» Фурсова. Американский историк Уильям Макнилл в сборнике выше раскритиковал Фурсова за излишнюю абстрактность работы, использование марксистской терминологии, которая затрудняет понимание сути, и удалённость от современных реалий, приводящую к излишним упрощениям. Румынский политолог Силвиу Брукан там же отзывается также скорее негативно — он критикует то, как Фурсов противопоставляет коммунизм и капитализм, представление о коммунизме как побочном эффекте капитализма и представление о невозможности полноценного капитализма в России, но поддерживает критику Фурсовым устарелости современного устройства государств.
Историк В. Б. Шепелева отмечала, что в посвящённых России исторических штудиях Фурсова «серьёзные расхождения с действительностью», также как и немалое количество «мягко говоря, спорных моментов».
Публицист Е. С. Холмогоров называет Фурсова «оригинальным русским историком и мыслителем, представителем одновременно мир-системного, неомарксистского и весьма оригинального неопочвеннического подхода».
Философ И. С. Андреева анализирует труды Фурсова в своей работе «„Кто не слеп, тот видит“: Андрей Ильич Фурсов». Философ А. И. Липкин рассматривает его работы в статье «Российская самодержавная система правления».
Философ А. В. Лубский пишет о цикле работ «Русская система» Фурсова в соавторстве с историком Ю. С. Пивоваровым, что «концепция Пивоварова-Фурсова вызвала живой отклик и разную реакцию». Философы В. А. Дубовцев и Н. С. Розов отмечают, что «в работе „Русская система“ историки А. И. Фурсов и Ю. С. Пивоваров ввели в научный оборот термины „русская власть“, „система русской власти“, „русская система“».

## Санкции
15 января 2023 года, из-за вторжения России на Украину, внесён в санкционный список Украины, предполагается блокировка активов на территории страны, приостановка выполнения экономических и финансовых обязательств, прекращение культурных обменов и сотрудничества, лишение украинских госнаград.

## Основные работы

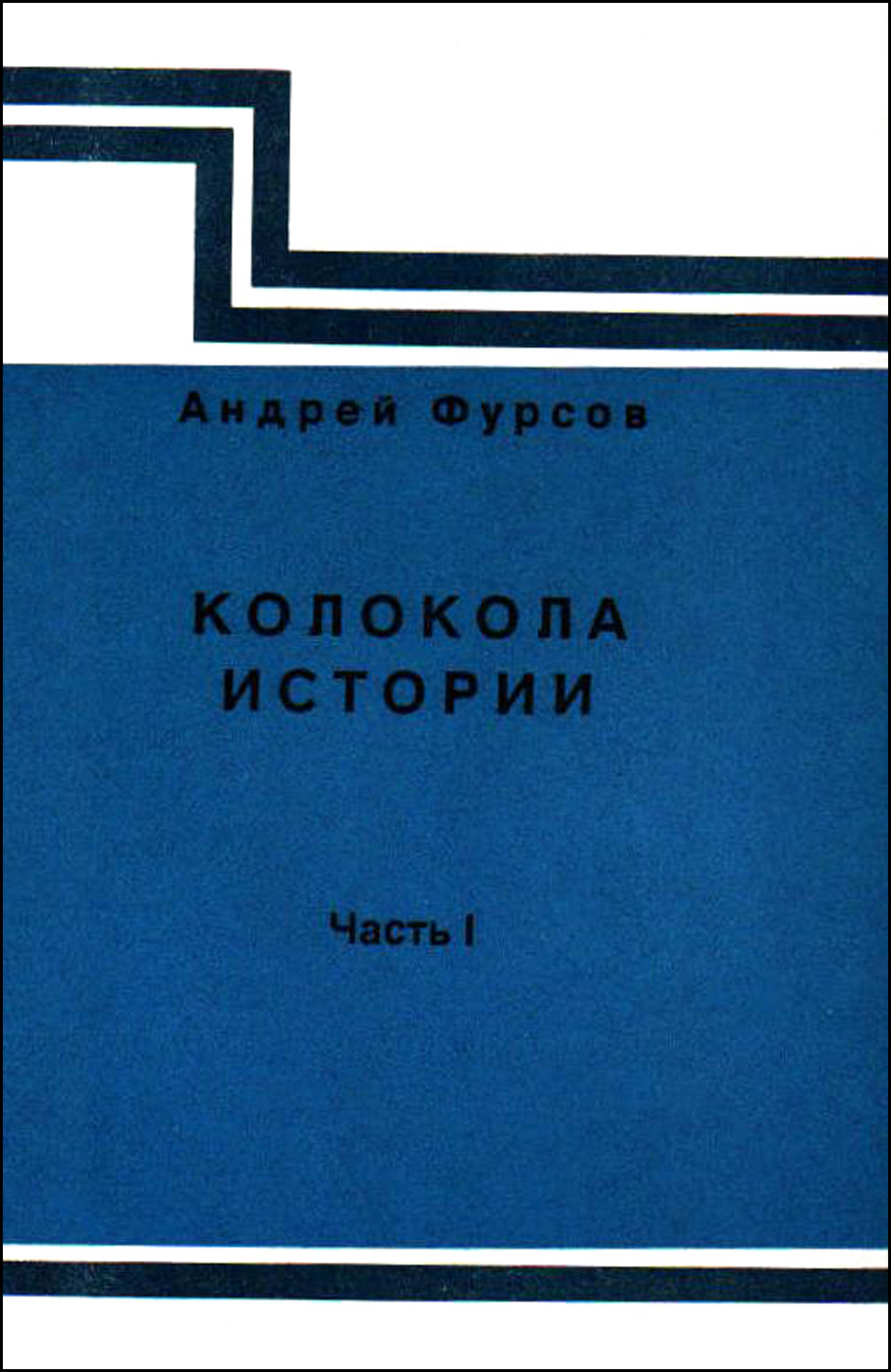
Программная работа

### Монографии
- Фурсов А. И. Проблемы социальной истории крестьянства Азии. — М.: ИНИОН АН СССР, 1986—1988. — 2 т.
- Фурсов А. И. Восток, Запад, капитализм: проблемы философии, истории и социальной теории // Капитализм на Востоке во второй половине XX в. — М.: Вост. лит. РАН, 1995. — С. 16-133, 530—540, 597—599.
- Фурсов А. И. Колокола Истории. — М.: ИНИОН РАН, 1996. — 462 с.
- Фурсов А. И. Биг Чарли, или о Марксе и марксизме: эпоха, идеология, теория // Русский исторический журнал, 1998. — Т.1, № 2. — С. 335—429.
- Фурсов А. И. «Ещё один очарованный странник» (О Владимире Васильевиче Крылове на фоне позднекоммунистического общества и в интерьере социопрофессиональной организации советской науки) // Русский исторический журнал, 1999. — Т.2, № 4. — С. 349—495.
- Фурсов А. И. Saeculum vicesimum (Памяти XX века) // Русский исторический журнал, 2001. — Т.3, № 1 — 4. — С. 17-154.
- Фурсов А. И. (в соавт.) Новая опричнина, или Модернизация по-русски. — М.: Фолио, Кладезь, 2011; ISBN 978-5-94966-218-2
- Фурсов А. И. De Conspiratione: капитализм как заговор. Том I. 1520—1870-е годы // De Conspiratione / О Заговоре. Сборник монографий. — М.: Товарищество научных изданий КМК, 2013. — С. 7-143.
- Фурсов А. И. (в соавт.) Стратегия «большого рывка». — М.: Алгоритм, 2014; ISBN 978-5-4438-0543-6

### Сборники статей
- Фурсов А. И. Холодный восточный ветер русской весны. — М.: Книжный мир, 2014; ISBN 978-5-8041-0707-0
- Фурсов А. И. Вперед, к победе! Русский успех в ретроспективе и перспективе. — М.: Книжный мир, 2015; ISBN 978-5-8041-0767-4
- Фурсов А. И. Русский интерес. — М.: Товарищество научных изданий КМК, 2015; ISBN 978-5-9907157-7-6
- Фурсов А. И. Мировая борьба. Англосаксы против планеты. — М.: Книжный мир, 2016; ISBN 978-5-8041-0861-9
- Фурсов А. И. Вопросы борьбы в русской истории. Логика намерений и логика обстоятельств. — М.: Книжный мир, 2016; ISBN 978-5-8041-0871-8
- Фурсов А. И. Россия на пороге нового мира. Холодный восточный ветер 2. — М.: Книжный мир, 2016; ISBN 978-5-8041-0821-3

### Публикации в России
- Фурсов А. И. Революция как имманентная форма развития европейского исторического субъекта (размышления о формационных и цивилизационных истоках французской революции) // 200 лет французской революции / Французский ежегодник. 1987. — М.: Наука, 1989. — С. 278—330
- Фурсов А. И. Великая тайна Запада: роль формационных и цивилизационных факторов в создании европейского исторического субъекта // Европа: новые судьбы старого континента. — М.: ИНИОН РАН, 1992. — Т. I. — С. 13-70
- Фурсов А. И. Крестьянство в общественных системах: опыт разработки теории крестьянства как социального типа — персонификатора взаимодействия универсальной и системной социальности // Крестьянство и индустриальная цивилизация. — М.: Наука, 1993. — С. 56-112
- Фурсов А. И. (в соавт.) Русская Система // Рубежи. — 1995. — № 1-6
  - Пивоваров Ю. С., Фурсов А. И. Русская Система // Политическая наука. — 1997. — № 2—3.
  - Пивоваров Ю. С., Фурсов А. И. Русская Система и реформы // Pro et Contra. — 1999. — № 4
- Фурсов А. И. Излом коммунизма // Русский исторический журнал, 1999. — Т. 2, № 2. — С. 274—402
- Фурсов А. И. Азиатско-Тихоокеанский регион (понятие, миф, реальность) и мировая система // Афро-азиатский мир: региональные исторические системы и капитализм. — М.: ИНИОН РАН, 1999 — С. 89-144
- Фурсов А. И. Ал-Хинд. Индоокеанская исламская мир-экономика: структуры повседневности, социальные институты, основные этапы развития // Афро-азиатский мир: региональные исторические системы и капитализм. — М.: ИНИОН РАН, 1999. — С. 35-72
- Фурсов А. И. Залив (иракско-американский конфликт 1990—1991 гг.) // Арабо-мусульманский мир на пороге XXI в. — М.: ИНИОН РАН, 1999. — С. 155—195
- Фурсов А. И. Русская власть, Россия и Евразия: Великая Монгольская держава, самодержавие и коммунизм в больших циклах истории // Русский исторический журнал, 2001. — Т.4, № 1-4. — С. 15-114
- Фурсов А. И. Мифы перестройки и мифы о перестройке // Социологические исследования, 2006. — № 1. — С. 31-36
- Фурсов А. И. Российская Федерация в начале XXI века // Москва, 2008. — № 1. — С. 192—204
- Фурсов А. И. Александр Зиновьев: русская судьба — эксперимент в русской истории // Александр Александрович Зиновьев. — М.: РОССПЭН, 2009. — ISBN 978-5-8243-1073-3.
- Фурсов А. И. Великая война: тайна рождения XX века // De Aenigmate / О Тайне. Сборник научных трудов. — М.: Товарищество научных изданий КМК, 2015. — С. 245—296
- Фурсов А. И. Серые волки и коричневые рейхи // De Secreto / О Секрете. Сборник научных трудов. — М.: Товарищество научных изданий КМК, 2016. — С. 277—320

### Публикации за рубежом
- Communism, Capitalism and the Bells of History // Review. — Binghamton (N.Y.), 1994. — Vol. XIX, № 2. — P. 103—130.
- Kapitalismus, Kommunismus und die Glocken der Geschichte // Comparativ. Leipziger Beiträge zur Universalgeschichte und vergleichenden Gesellschaftsforschung. — Leipzig, 1994. — 4. Jahrgang, Heft 5. — S. 57-69.
- Social Times, Social Spaces, and Their Dilemmas: Ideology «in One Country» // Review. — Binghamton (N.Y.), 1997. — Vol. XX, № 3/4. — P. 345—420.
- Eurasia Viewed from an Historical Height // World Affairs. The Journal of International Issues. — New Delhi, 2004. — Vol. VIII, № 1. — P. 150—168.
- Central Eurasia: Historical Centrality, Geostrategic Condition and Power Model Legacy // Towards Social Stability and Democratic Governance in Central Eurasia / Ed. by I. Morozova. — Amsterdam: IOS Press, 2005. — P. 23-39.